# Deluzija stakla
Deluzija stakla (engleski glass delusion) vrsta je deluzije, fiksnog i pogrešnoga uvjerenja koje se ne može pobiti dokazima. Deluzije mogu biti simptom shizofrenije te bipolarnog ili shizoafektivnog poremećaja. Ljudi s deluzijom stakla vjerovali su da su načinjeni od stakla te da se mogu razbiti.

## Poznati slučajevi
Kralj Karlo VI. Francuski bolovao je od psihotičnog poremećaja zbog kojeg nije mogao vladati te je poznat kao Karlo Ludi. Vjeruje se da je Karlo prva osoba sa zabilježenom deluzijom stakla.
Princeza Aleksandra Bavarska imala je deluziju stakla, vjerujući da je progutala stakleni klavir kao dijete. Aleksandra je bila uvjerena da bi staklo moglo oštetiti njene organe.
Georgios Hatzianestis bio je grčki oficir sa uvjerenjem da su mu noge načinjene od stakla.